# منبوذ (مسلسل)
منبوذ (بالإنجليزية: Outcast) مسلسل رعب ودراما أمريكي مبني على قصة الرسوم المتحركة بنفس العنوان من إعداد روبرت كيركمان وبول أزاسيتا. عرض الموسم الأول على قناة سينماكس في 3 يونيو، 2016، وتكون من عشرة حلقات.
في 14 مارس، 2016، وقبل بدأ عرضه جدد المسلسل لموسم ثان، سيعرض في 3 أبريل، 2017، على قناة "FOX UK".

## الجوائز والترشيحات
| السنة | الجائزة                | الفئة                     | المرشحين     | النتيجة      | مراجع |
| ----- | ---------------------- | ------------------------- | ------------ | ------------ | ----- |
| 2017  | جوائز فانغوريا تشاينسو | أفضل ممثل في عمل تلفزيوني | باتريك فوغيت | قيد الإنتظار | [ 5 ] |

## وصلات خارجية
- الموقع الرسمي
- منبوذ على موقع IMDb (الإنجليزية)
- منبوذ على موقع ميتاكريتيك (الإنجليزية)
- منبوذ على موقع روتن توميتوز (الإنجليزية)
- منبوذ على موقع نتفليكس (الإنجليزية)
- منبوذ على موقع كينوبويسك (الروسية)
- منبوذ على موقع ألو سيني (الفرنسية)
- منبوذ على موقع قاعدة بيانات الفيلم (الإنجليزية)